# Camphill

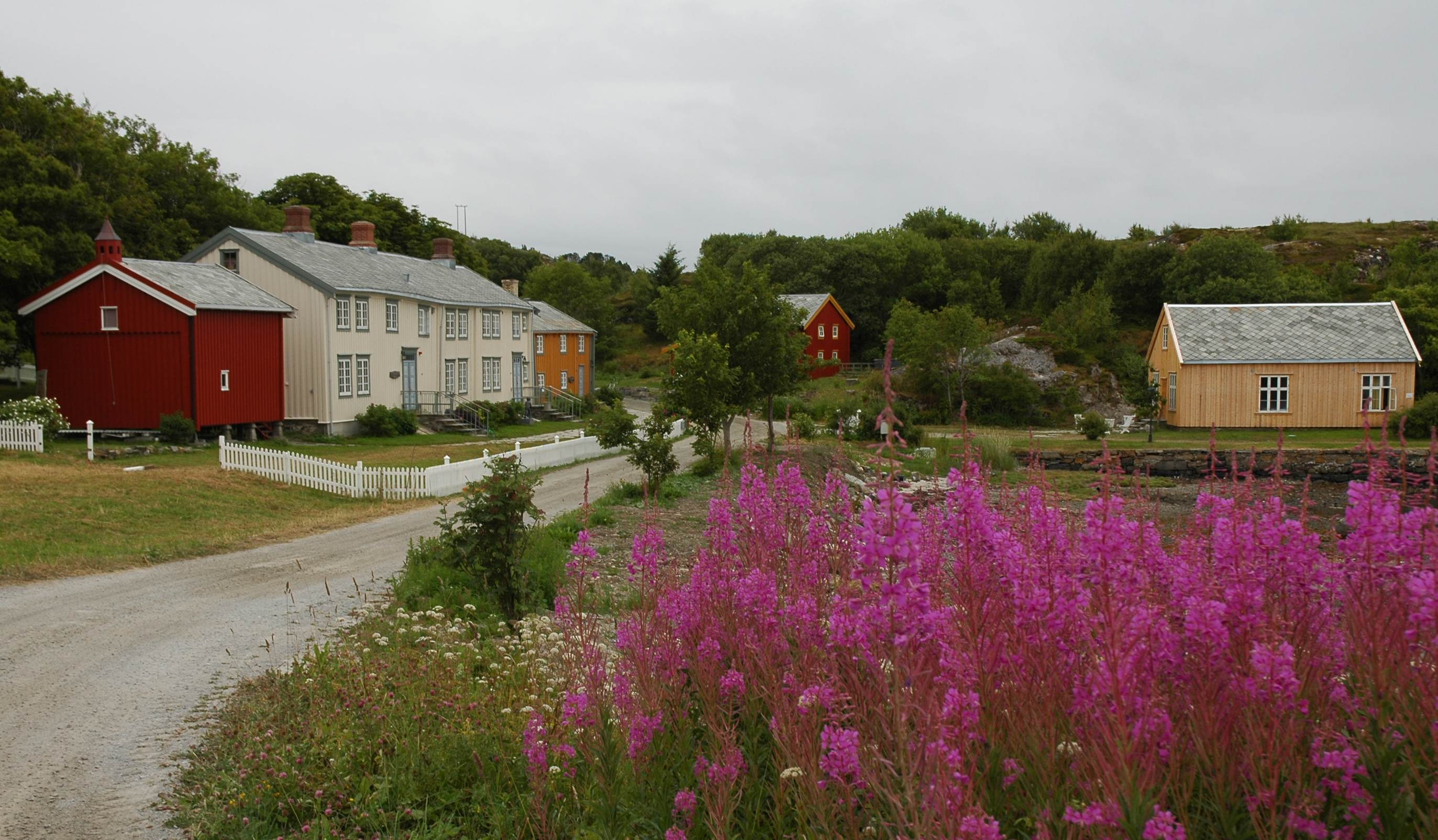
De boerderij Vallersund van Camphill in Noorwegen.

Camphill is een heilpedagogische beweging op basis van de antroposofische wereldbeschouwing.
De beweging is opgericht door de Oostenrijker Karl König, die in 1939 de eerste Camphill-gemeenschap oprichtte. Tegenwoordig bestaan er wereldwijd meer dan 90 gemeenschappen in 19 landen.
De Camphill-gemeenschappen bieden zowel verstandelijk als lichamelijk gehandicapten een plek om te leven en te werken samen met hun begeleiders en hun families. Binnen en rondom de gemeenschappen zijn ook de plekken te vinden waar gewerkt wordt door de bewoners (gehandicapten en hun begeleiders), zoals in de biologisch-dynamische landbouw, hovenierswerk, huishouding, bereiden van voedsel en andere ambachtelijke werkzaamheden.

## Structuur van een gemeenschap
Uitgangspunt van de Camphill beweging is dat de gemeenschap voor zowel de gehandicapte bewoners en medewerkers, als de begeleiders, een voor ieder van hun geschikte ontwikkeling mogelijk maakt. Daarvoor is zowel de woonomgeving als de werk- en scholingsomgeving constant onderwerp van overleg en verbetering.
Idealiter is een huis in een gemeenschap bewoond door een familie (huismoeder en -vader met evt. kinderen) één of meerdere medewerkers en een aantal mensen met een verstandelijke handicap.
Dit huis maakt deel uit van een groep huizen, of staat als woning alleen.  
Naast de woonvoorziening is er in een gemeenschap vaak een gemeenschappelijke ruimte voor bijeenkomsten van allerlei soort. Van dansavond tot vergadering, van toneelrepetities tot feesten.
Ook is er binnen de gemeenschap werkgelegenheid voor de bewoners. Voorbeelden hiervan zijn: bakkerij, weverij, houtwerkplaats, kaarsenmakerij, winkel, distributie van levensmiddelen enz. op het terrein (bij grote gemeenschappen).

## Onderwijs
Leerplichtige bewoners wordt scholing aangeboden voor het door hen benodigde onderwijs (binnen of buiten de gemeenschap), en de gehandicapte bewoners die daarna nog scholing behoeven (voor bijvoorbeeld een taak die ze willen vervullen binnen of buiten de gemeenschap) worden bijgeschoold in een ambacht.
Veel gemeenschappen bieden werktraining voor gemeenschapsleden en dagwerkers en sommige gemeenschappen bieden vooral (re-)integratie-trainingen voor verstandelijk gehandicapten, psychisch zieken en/of ex-verslaafden.
Vrijwilligers en medewerkers volgen onderwijs om hun taken binnen de gemeenschap uit te voeren. Door een basistraining van een jaar, een curatieve educatie-training (SPW) van drie of vier jaar of andere cursussen, zoals: Bakkersconfentie, "Adults-Community-Course", Biologisch-dynamische landbouw opleidingen, Euritmie, Houtbewerkingstraining, Weefcursussen, enz.

## Werk
Camphill maakt gebruik van vrijwilligers. Zowel de families, als de andere inwonende medewerkers doen dit vrijwillig. Er tegenover staat voor hen: woonruimte, de dagelijkse behoeften (eten, drinken enz.), een opleiding, het leven in een gemeenschap, kansen op zelfontplooiing en een kleine vergoeding in de vorm van zakgeld.
De vrijwilligers verbinden zich aan een gemeenschap voor een bepaalde tijd (van een aantal weken als stage, een jaar (met verkorte opleiding), drie jaar (met bv. SPW) of vijf jaar. Families die zich in een gemeenschap vestigen doen dat vaak voor onbepaalde tijd.
Camphill maakt ook gebruik van de diensten van betaalde werknemers van buiten de gemeenschap voor bijvoorbeeld administratie, nachtwacht, verpleegkundige ondersteuning enz.
In verscheidene landen zoals Nederland zijn de gemeenschappen overgegaan op betaalde werknemers, aangezien de wetgeving voltijds vrijwilligerswerk ingewikkeld of onmogelijk maakt. Ook wordt er niet altijd meer samen geleefd, maar vertrekken werkers na hun werkdag naar hun eigen huis buiten de gemeenschap.

## Geschiedenis
Op 28 mei 1939 wordt door een groep Oostenrijkse vluchtelingen in een oude domineeswoning in Aberdeen in Schotland een oprichtingsbijeenkomst gehouden van een gemeenschap voor en met gehandicapte kinderen. Hieruit ontwikkelt zich de Camphill-beweging voor heilpedagogiek en sociaaltherapie.
Op 1 juni 1940 trekt men in het Camphill-House, de naamgever van de beweging. Dit huis en landgoed werden beschikbaar gesteld door een hoge politieke Britse functionaris, die voor zijn gehandicapte kind een goede plek zocht. 
De Weense arts Karl König met een groep medevluchtelingen (voor de nazi's), kunnen hierdoor werkelijk met de uitvoering van de plannen beginnen. De intentie van König bestaat er in te zoeken naar een samenlevingsvorm, die de mens met behoefte aan geestverpleging de hem de benodigde hulp ter beschikking kan stellen, en die hem als individu - juist ook vanuit zijn handicap - de mogelijkheid biedt zich te ontwikkelen.
Op het moment dat men Camphill ter beschikking krijgt is König overigens geïnterneerd op het eiland Man. Dit vanwege de oorlog met Duitsland, waarin Groot-Brittannië net is verzeild geraakt. Alle mannen uit Duitsland en Oostenrijk werden als potentieel staatsgevaarlijk gevangengezet. Dat de meesten van hen Joods waren en juist gevlucht waren voor de nazi's deed er niet toe.
Tegelijkertijd leefde er onder de groep vluchtelingen, voornamelijk van Joodse komaf, een grote behoefte iets positiefs te doen voor de mensheid in het algemeen, om dat tegenover de duisternis van de oorlog te stellen.
Dit was voor König onverbrekelijk verbonden met de gemeenschapsvorming van medewerkers, die zich steeds inzetten voor een nieuwe en vernieuwende vorm van het sociale samenwerken en -leven. Dit altijd in samenhang met de gegevenheden van de tijd. bron: 

## Antroposofie
De Camphill-beweging en de gemeenschappen werken vanuit de beginselen van de antroposofie die in eerste instantie ontwikkeld werd door Rudolf Steiner.